# وانک (هادروت)
وانک (ارمنی: Վանք) یک منطقهٔ مسکونی در جمهوری آرتساخ است که در استان هادروت واقع شده‌است.